# Roslags-Kulla landskommun
Roslags-Kulla kommun var en kommun i Stockholms län.

## Administrativ historik
Kulla blev egen kommun i Kulla socken i Åkers skeppslag, Uppland efter 1862 års kommunalförordningar. Kommunen namnändrades den 1 januari 1886 (ändring enligt beslut den 17 april 1885) till Roslags-Kulla.
Kommunen gick upp i Roslags-Länna landskommun vid kommunreformen 1952.  I samband med nästa reform bröts 1967 detta område ut ur den kortlivade storkommunen och inkorporerades tillsammans med Ljusterö landskommun av Österåkers landskommun som mellan 1974 och 1983 hette av Vaxholms kommun.